# کودیگیو، شیلی
کودیگیو، شیلی (به اسپانیایی: Codegua) یک سکونتگاه مسکونی در شیلی است که در Cachapoal Province واقع شده‌است.

## خصوصیات
کودیگیو ۲۸۶٫۹ کیلومترمربع مساحت و ۱۲٬۴۹۵ نفر جمعیت دارد و ۵۳۶ متر بالاتر از سطح دریا واقع شده‌است.